# Second voyage du HMS Beagle
Le second voyage du HMS Beagle, du 27 décembre 1831 au 2 octobre 1836, est le deuxième des trois voyages d'exploration scientifique du HMS Beagle, dirigé par le capitaine Robert FitzRoy qui avait déjà pris le commandement du navire lors de son premier voyage, après le suicide de son capitaine. FitzRoy, craignant le même destin, cherche pour cette deuxième expédition un compagnon de voyage d’un niveau intellectuel suffisant avec lequel il puisse discuter. Averti par son professeur en sciences naturelles John Stevens Henslow, le jeune étudiant en théologie Charles Darwin embarque sur le navire. Il n'a été invité à prendre part au voyage que pour tenir compagnie au capitaine, Robert Fitzroy. Darwin a pris sur lui d'endosser le rôle de naturaliste et s'est lui-même perçu ainsi.
Le but initial de l'expédition est de réaliser la cartographie de la côte de l’Amérique du Sud en deux ans. En définitive, le Beagle traverse l'océan Atlantique, parcourt les côtes de l'Amérique du Sud, puis retourne vers l'Angleterre sans revenir vers l'est, mais en continuant sa route vers l'ouest, via Tahiti et l'Australie, pour faire finalement une circumnavigation de la Terre. Au bout du compte, le voyage d'une durée initialement prévue de deux ans en aura duré presque cinq.
Darwin consacre la plupart de son temps à explorer les terres. Ainsi, sur l'ensemble du voyage, il passe 3 ans et 3 mois à terre pour seulement 18 mois en mer. Avant les îles Galápagos, il explore la pampa argentine, le nord de la Patagonie, le désert d'Atacama ainsi que la cordillère des Andes. Il profite de ce voyage pour établir sa réputation de naturaliste en décrivant avec détails les plantes, animaux, fossiles et régions rencontrés, publie le récit de son voyage en 1838 avec Le Voyage du Beagle (traduit en français sous le titre Voyage d'un naturaliste autour du monde) et devient célèbre avec sa théorie de l'évolution par la sélection naturelle et son livre de 1859, L'Origine des espèces, directement inspirés de son expérience à bord du Beagle.

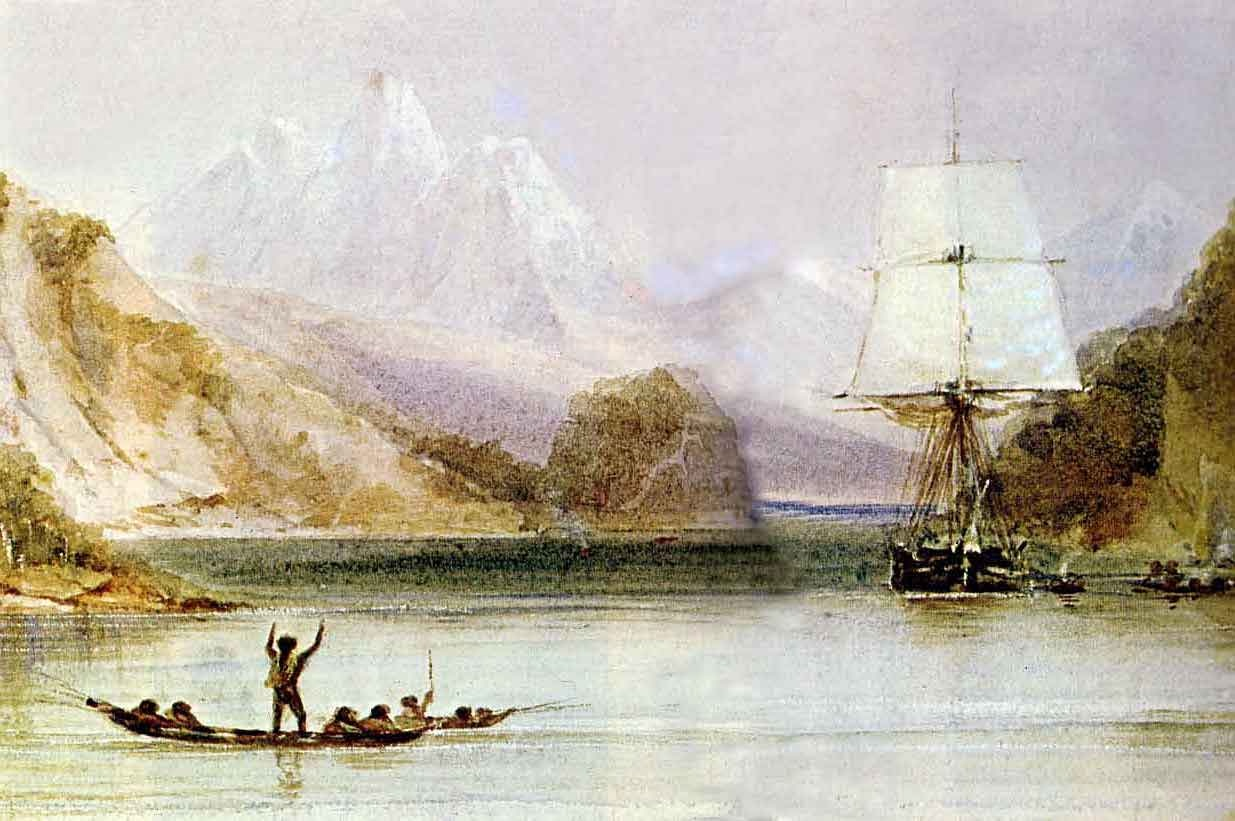
Alors que le HMS Beagle explorait les côtes d'Amérique du Sud, Darwin commença à théoriser sur les merveilles de la nature autour de lui. Le HMS Beagle dans les eaux de la Terre de Feu, salué par les autochtones fuégiens. Peinture de Conrad Martens qui devint l'artiste du navire en 1833.

## Objectifs de l’expédition
Le but principal de l'expédition était une exploration hydrographique des côtes de la partie Sud de l'Amérique du Sud, afin de compléter le travail réalisé lors du premier voyage du Beagle. Il s'agissait notamment de créer des cartes pour la guerre et le commerce naval, et de dessiner les reliefs vus de la mer, tout en mesurant leur hauteur. Ainsi, la longitude de Rio de Janeiro, qui était une étape clé de ces explorations, restait inconnue du fait des écarts entre les mesures réalisées. Une longitude exacte restait à trouver, grâce à des chronomètres calibrés et des vérifications répétées grâce à des observations astronomiques. On devait aussi effectuer le relevé des marées et des conditions météorologiques.
Une attention moindre était prévue pour l'exploration des ports des îles Malouines et, si la saison le permettait, des îles Galápagos. Puis le Beagle approcha de Tahiti et du Port Jackson en Australie, qui étaient des endroits réputés pour la vérification des chronomètres. Une autre mission était l'exploration géologique d'un atoll corallien circulaire dans l'océan Pacifique.

## Contexte et préparations

Le voyage du Beagle.

L'expédition précédente d'étude de l'Amérique du Sud avait impliqué l'HMS Adventure et l'HMS Beagle sous le commandement général de l'Australien Philip Parker King. Durant l'expédition, le capitaine du Beagle, Pringle Stokes, se suicida et il fut remplacé par un jeune aristocrate Robert FitzRoy. À leur retour le 14 octobre 1830, le capitaine P. P. King se retira et le 25 juin 1831 FitzRoy, âgé de 26 ans, fut nommé commandant de la seconde expédition du Beagle.
Il était à l'origine prévu que ce fut le HMS Chanticleer qui fît ce second voyage d'étude de l'Amérique du Sud, mais à cause de son mauvais état il fut remplacé par le Beagle. FitzRoy avait réfléchi à la manière de ramener les Fuégiens qui avaient été formés comme missionnaires, et le 25 juin 1831 il fut rappelé en tant que commandant. Le Beagle fut réquisitionné le 4 juillet 1831 sous le commandement du capitaine Robert FitzRoy, avec les Lieutenants John Clements Wickham et Bartholomew James Sullivan.
FitzRoy demanda aussitôt une révision importante du Beagle qui fut immédiatement amené aux docks pour être inspecté et réparé. Comme le navire demandait un nouveau pont, FitzRoy fit élever le pont supérieur, de 20 cm à l'avant et de 30 cm à l'arrière. Les navires de la classe Cherokee avaient la réputation d'être des « cercueils ambulants », qui se dirigeaient difficilement et étaient prompts à couler. En permettant aux ponts d'évacuer l'eau plus rapidement et en empêchant celle-ci de trop s'accumuler dans les plats-bords, la surélévation donna au Beagle une meilleure tenue et le rendit moins pesant et moins exposé au chavirage.
Un cerclage supplémentaire de la coque ajouta 4 tonnes à sa structure. FitzRoy installa à bord 22 chronomètres de marine et 5 exemplaires du Sympiesomètre, une sorte de baromètre sans mercure inventé par Alexander Adie et défendu par FitzRoy comme donnant des résultats d'une précision compatible avec celle demandée par le ministère de la Marine. Il engagea un fabricant d'instruments  pour entretenir les 22 chronomètres dans sa cabine, ainsi qu'un artiste, Augustus Earle, pour la topographie et les autres tâches en rapport avec son métier. Les trois Fuégiens embarqués lors du précédent voyage devaient également embarquer, pour retourner en Terre de Feu, accompagnés du missionnaire Richard Matthews.
FitzRoy était bien conscient du stress et de la solitude de sa fonction lors d'une telle mission, ainsi que du suicide du capitaine Stokes. Il craignait d'être lui aussi prédisposé au suicide, car son propre oncle, lord Castlereagh, s'était donné la mort à la suite d'une surcharge de travail. Cette fois ci le Beagle était sous sa responsabilité, et, aussi jeune et inexpérimenté fut-il, il ne pouvait pas se permettre de trop se rapprocher de ses subordonnés, de peur d'affaiblir son autorité. Pour la première fois, il était le seul maître à bord, sans officier ou second capitaine à consulter, et personne à bord n'était de son rang social ou ne partageait les mêmes aspirations intellectuelles. Il avait peur d'être dépassé et ressentit le besoin d'un compagnon de bonne compagnie qui partagerait ses intérêts pour la science et pourrait dîner avec lui en égal, maintenant ainsi un certain degré de vie normal, loin de la pression liée au commandement. Il se rapprocha de son ami Harry Chester, avec l'idée qu'il l'accompagnât, mais cela ne se fit pas. Il n'était pas inhabituel pour les naturalistes d'être invités dans de telles expéditions en tant que passagers s'acquittant de leurs propres dépenses et en août 1831 FitzRoy écrivit en urgence à l'Amirauté, probablement à son ami et supérieur le capitaine Francis Beaufort, demandant qu'on lui trouve un compagnon approprié, bien éduqué et scientifique. Les requêtes de Beaufort, faites par l'intermédiaire de son ami George Peacock à l'université de Cambridge, furent déclinées par le Révérend Leonard Jenyns, vicaire de Swaffham Bulbeck, et par le professeur John Stevens Henslow, qui avait d'autres engagements. Tous les deux recommandèrent le jeune Charles Darwin, alors âgé de 22 ans et qui venait de finir ses études de théologie et était alors engagé dans un voyage d'étude sur la géologie.
Ainsi, à son retour, Darwin reçut lettre de Henslow lui disant « Je vous assure que je pense que vous êtes l'homme qu'ils recherchent » pour ce poste « plus en tant que compagnon que simple collectionneur » et une de Peacock lui disant que le poste était à « son entière disposition ». Au début le père de Darwin rejeta cette proposition, pensant que ce voyage de deux ans ne serait qu'une perte de temps, mais il fut finalement persuadé par son beau-frère, Josiah Wedgwood II, de fléchir et même de financer l'expédition de son fils. Puis FitzRoy écrivit pour s'excuser car il avait déjà promis la place à un ami. Mais lorsque Darwin vint le voir pour s'entretenir avec lui FitzRoy lui annonça que son ami venait de refuser son offre à peine cinq minutes avant.
FitzRoy, qui était conservateur, était prudent sur les perspectives d'un voyage en compagnie de ce jeune inconnu proche des whigs (libéraux), et ils passèrent une semaine ensemble pour mieux se connaître. Initialement, FitzRoy rejeta presque Darwin sur le fait que la forme de son nez semblait indiquer un manque de détermination, mais ils se trouvèrent finalement d'agréable compagnie. Beaufort avisa Darwin que le coût de l'expédition serait de 500 livres, qu'il serait libre de la quitter à n'importe quel moment et qu'il aurait le contrôle sur la destination des collections qu'il constituerait.
Darwin prépara son équipement et son matériel pour préserver ses spécimens ; il chercha notamment des conseils auprès de son ancien maître Robert Edmond Grant.
Le géologue Charles Lyell demanda à FitzRoy d'enregistrer des observations sur des phénomènes géologiques tels que les blocs erratiques et, avant le départ d'Angleterre, FitzRoy donna à Darwin une copie du premier volume des Principles of Geology de Lyell, qui expliquaient ce phénomène comme le résultat d’un processus extrêmement long.

## Voyage
Le Beagle devait initialement partir le 24 octobre 1831 mais, à cause de retard dans les préparatifs, le départ fut reporté jusqu'à décembre. Le 10 décembre, le navire tenta de partir mais tomba dans le mauvais temps et dut revenir au port. Finalement, le 27 décembre à 14 h, le Beagle quitta le port de Plymouth pour ce qui allait devenir une des plus retentissantes expéditions scientifiques de l'Histoire. Après avoir étudié en détail les côtes de l'Amérique du Sud, le Beagle fit chemin vers l'Angleterre via la Nouvelle-Zélande et atteignit Falmouth, à l'extrême sud-ouest des Cornouailles en Angleterre, le 2 octobre 1836.
Il approcha d'abord de Madère pour confirmer sa position mais sans s'y arrêter, puis se dirigea vers Tenerife dans les îles Canaries où il y avait une mise en quarantaine à cause du choléra qui sévissait en Angleterre et il se vit interdit d'accostage. Il fit son premier arrêt sur l'île volcanique de Santiago, la plus grande des îles du Cap-Vert. C'est là que commence le « journal » de Darwin. Alors que des discussions étaient en cours pour déterminer la longitude exacte, il alla sur la plage, fasciné par sa première vision d'une végétation tropicale et par les reliefs comprenant en hauteur une large bande blanche constituée de coquillages marins, qui confortait la thèse de Lyell sur les élévations et les abaissements graduels de la croûte terrestre.
Darwin avait reçu de FitzRoy le premier volume des Principles of Geology de Charles Lyell, qui expliquait la formation des reliefs comme le résultat d'un processus graduel s'étalant sur d'immenses périodes, et à leur premier arrêt à Santiago le paysage qu'il vit lui donna une vision révolutionnaire de l'histoire géologique de l'île, lui donnant l'idée d'écrire un livre consacré à ce seul sujet. Darwin écrivit plus tard « The greatest merit of the Principles was that it altered the whole tone of one's mind, and therefore that, when seeing a thing never seen by Lyell, one yet saw it through his eyes ».
Après avoir approché d'autres îles, le Beagle arriva à Bahia (Salvador, Brésil) le 29 février où Darwin tomba en extase devant la forêt tropicale. Il fit la remarque qu'il trouvait l'esclavage offensant et fit l'erreur de répondre lorsque FitzRoy remarqua qu'il le trouvait justifié, ce qui mit FitzRoy dans une grande colère au point qu'il demanda à Darwin de ne plus prendre ses repas avec lui. Les officiers avaient d'ailleurs surnommé leur capitaine « café chaud » pour ses accès de colère. Après que Darwin fut allé manger à la table des officiers, FitzRoy présenta ses excuses et lui demanda de revenir dîner avec lui.
Le navire fit route vers la côte de Rio de Janeiro. Habituellement, le médecin d'un navire tenait aussi rôle de naturaliste et c'est Robert McCormick, le médecin du Beagle, qui en était le naturaliste officiel.
Sentant qu'il était supplanté dans ce rôle par le jeune Darwin, qui avait les faveurs du capitaine et qui recevait toutes les attentions des dignitaires qu'ils rencontraient à terre, McCormick se sentit suffisamment mécontent pour quitter l'expédition et rentrer chez lui, prétextant des raisons de santé. Darwin assumait maintenant presque officiellement le rôle du naturaliste et il se vit attribuer le surnom de Philos. Ses collections lui appartenant, il les envoyait au fur et à mesure par bateau à Henslow à Cambridge en l'attente de son retour. D'autres passagers, comme le chirurgien remplaçant et FitzRoy lui-même, accumulèrent des collections de grande taille pour la Couronne, que l'Amirauté entreposa au British Museum.

### Exploration de l’Amérique du Sud
Alors que le Beagle explorait les côtes, Darwin passait la plupart de son temps à terre. Par intervalle, le Beagle accostait aux ports où le courrier pouvait être reçu et Darwin en profitait pour envoyer en Angleterre ses notes, ses journaux et ses collections. Darwin passait de longues journées à terre, voyageant avec des locaux. En Patagonie, il voyagea à cheval avec des gaúchos et les vit utiliser des bolas pour attraper des « autruches » (Rheas) ; il mangea des tatous rôtis.

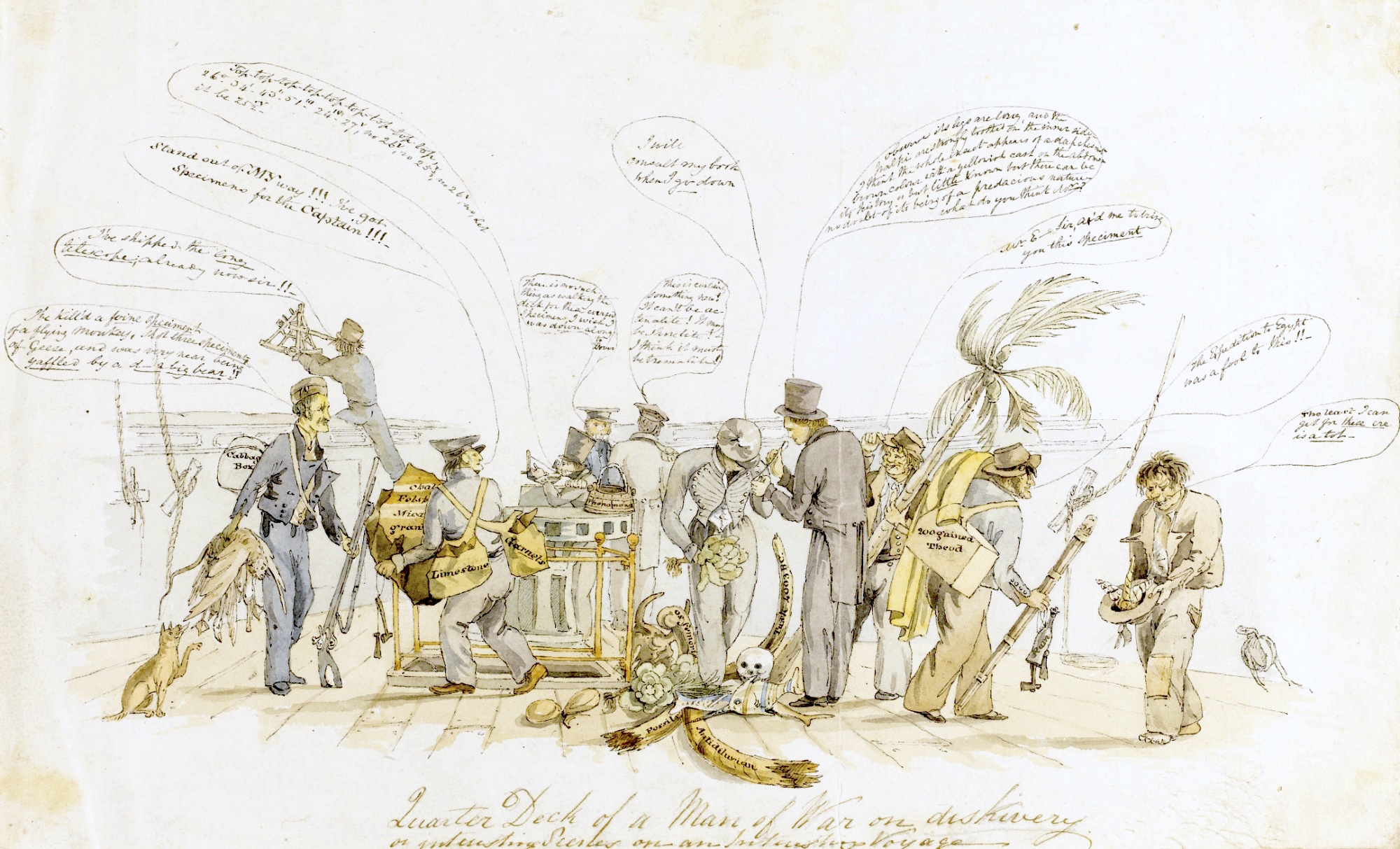
Scène intéressante d'un intéressant voyage, présumé peinte par Augustus Earle, aux alentours du 24 septembre 1832, alors que le HMS Beagle est au large des côtes de l'Argentine.

Alors que le Beagle était mouillé à Bahía Blanca, Darwin et FitzRoy partirent en bateau et parcoururent 16 km à travers la baie le 22 septembre 1832, et ils aperçurent des os fossilisés de gigantesques mammifères disparus sur la plage de Punta Alta, dans des gisements suggérant plus un dépôt naturel qu'une catastrophe. Darwin retourna avec Covington pour y faire des fouilles pendant plusieurs jours, et il trouva un énorme squelette qui lui semblait être apparenté à celui d'un rhinocéros africain. Au début, il crut que les fragments d'armure osseuse provenaient d'un immense tatou similaire aux petites créatures communes dans les parages. Lorsqu'il étudia le Dictionnaire classique de Bory de Saint-Vincent pour tenter d'identifier un os de mâchoire et une dent, il les trouva proches de ceux du Megatherium, et il nota avec excitation que les seuls spécimens en Europe était enfermés dans les collections du Roi d'Espagne à Madrid. Mais comme les descriptions que Cuvier avait faites de ces spécimens suggéraient faussement que ces créatures étaient pourvues d'une carapace, cela induisit Darwin en erreur et il resta persuadé que ces fragments d'armures appartenaient au Megatherium.
À Montevideo en novembre, le courrier comprenait une copie du second volume des Principles of Geology de Lyell, qui proposait une variation du créationnisme, évoquant une théorie selon laquelle la Terre se serait transformée par des changements progressifs, avec des espèces créées dans des « centres de création » puis disparaissant lorsque l'environnement se modifiait et leur devenait défavorable.

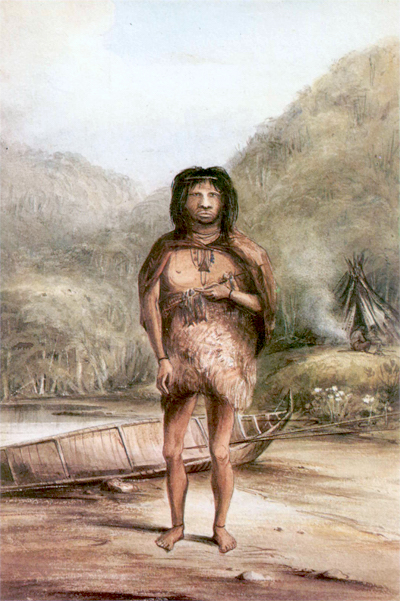
Sa rencontre avec les Fuégiens, les natifs de la Terre de Feu, fit penser à Darwin que la civilisation avait évolué au cours du temps, à partir d'un état primitif.

Ils atteignirent la Terre de Feu le 1er décembre 1832 et Darwin fut déconcerté par la sauvagerie des natifs, qui contrastait totalement avec le comportement civilisé des trois Fuégiens qu'ils ramenaient en tant que missionnaires (qui avaient reçu les noms de York Minster, Fuegia Basket et Jemmy Button). Il décrivit sa première rencontre avec les natifs Fuégiens comme étant, « sans aucune exception, le spectacle le plus curieux et le plus intéressant que j'aie vu : je n'aurais jamais pu penser combien était grande la différence entre un homme sauvage et un homme civilisé : elle est plus grande que celle entre un animal sauvage et un animal domestique, dans la mesure où, chez l'homme, il existe une capacité d'amélioration bien plus grande ». Par contraste, il dit de Jemmy qu’« il me semble encore merveilleux, lorsque je repense à ses nombreuses qualités, qu'il puisse être de la même race et qu'il puisse tenir du même caractère que les misérables sauvages dégradés que nous avons d'abord rencontrés ici ». Quatre décennies plus tard, dans La Filiation de l'homme, il utilisera ces impressions comme une preuve que la civilisation humaine a évolué à partir d'un stade plus primitif.
Sur l'île de « Button's Land » le 14 janvier 1833 les membres de l'équipage installèrent un camp avec des huttes, des jardins, du mobilier et de la vaisselle, mais lorsqu'ils revinrent neuf jours plus tard, leur équipement avait été pillé et partagé par les natifs. Matthews abandonna le site et retourna au navire en y laissant les trois Fuégiens « civilisés ». Le Beagle se dirigea alors vers les îles Malouines ( ou Malvinas, renommées par les Britanniques Iles Fackland) et y arriva juste après l'invasion de 1833 par les Britanniques. Darwin étudia les relations des espèces avec leur environnement et trouva des fossiles similaires à ceux qu'il avait découverts au Pays de Galles. FitzRoy acheta une goélette pour faciliter l'exploration des côtes, et il retourna en Patagonie pour l'améliorer et lui installer un nouveau fond en cuivre et il la renomma l' HMS Adventure. Darwin était assisté par le jeune marin Syms Covington pour préserver ses spécimens, et sa collection était si impressionnante que FitzRoy engagea Covington à temps plein pour 30 £ par an.
Les deux navires partirent vers le Río Negro en Argentine où Darwin quitta le Beagle pour une autre exploration à terre avec les gauchos. Le 13 août 1833 il rencontra le Général Juan Manuel de Rosas, qui menait alors une expédition punitive contre les indigènes « indiens », et il obtint de lui un laissez-passer. Alors qu'ils traversaient la pampa, les gauchos parlèrent à Darwin d'une petite espèce rare de Rhea (Oiseau aussi appelé nandou, incapable de voler ). À Bahia Blanca, attendant le Beagle, il visita à nouveau Punta Alta et trouva les os d'un autre megatherium, cette fois situés dans une couche de sédiments incluant des coquillages modernes, ce qui indiquait que le climat n'avait pas beaucoup changé depuis leur extinction, sans signe de soudaine inondation catastrophique. D'autres expéditions à terre faillirent finir de façon désastreuse, lorsque Darwin tomba malade et se retrouva mêlé à une révolution, quand les rebelles s'allièrent à Rosas pour bloquer Buenos Aires. Mais son laissez-passer l'aida et lui permit, avec Covington, de s'échapper avec un groupe de réfugiés et de rejoindre le Beagle à Montevideo. Darwin fit un nouveau voyage à cheval long de 600 km en passant par Mercedes près du Rio Uruguay. Le 22 novembre on lui parla d'os de géant dans une ferme et il acheta un crâne fossile de la taille de celui d'un hippopotame pour 18 pence, puis le transporta sur 190 km jusqu'à Montevideo. Ce fut le premier fossile identifié par Richard Owen, un capybara géant éteint, qu'Owen nomma Toxodon.
Sur le Beagle, l'artiste Augustus Earle quitta l'expédition pour raisons de santé et fut remplacé par Conrad Martens. Ils naviguèrent vers le sud et atteignirent Puerto Deseado le 23 décembre. Martens tira sur un rhea qu'ils s'empressèrent de manger jusqu'à ce que Darwin réalise qu'il s'agissait d'un rhea de la petite espèce la plus rare et qu'il en conserve les restes. En janvier 1834, 180 km plus au sud, ils atteignirent Puerto San Julián et alors qu'il étudiait la géologie locale dans les falaises près du port, Darwin trouva les fossiles de vertèbres et de pattes postérieures d'« un grand animal, un Mastodonte j'imagine ». Le 26 janvier, ils entrèrent dans le détroit de Magellan et à St. Gregory's Bay ils rencontrèrent des « géants » Patagoniens à moitié civilisés, de plus d'un mètre quatre-vingt de taille, décrits par Darwin comme « excellents naturalistes pratiques », qui lui expliquèrent que les plus petits rheas étaient les seuls présents dans l'extrême sud, alors que les grands rheas se trouvaient plus au nord, les deux espèces se rencontrant autour du Rio Negro.
Après une étude supplémentaire en Terre de Feu, ils retournèrent le 5 mars 1834 visiter les trois  fuégiens « civilisés », mais ne retrouvèrent que des tentes désertes. C'est alors que des canoës approchèrent et ils se rendirent compte que dans l'un d’eux se trouvait Jemmy qui n'avait plus ses vêtements et affaires  européens et qui était retourné à la vie sauvage et avait pris une femme. Darwin dit n'avoir jamais vu un « changement aussi complet et désolant ». Jemmy vint à bord et y dîna en utilisant ses couverts et conversant en anglais. Il leur assura qu'il « n'avait aucun désir de retourner en Angleterre » et qu'il était « content et comblé », il leur laissa comme cadeaux des peaux de loutre et des pointes de flèches avant de retourner à son canoë et d'y rejoindre sa femme. De cette première visite, Darwin écrivit que « voyant de tels hommes, il est difficile de croire que ce sont nos semblables et des habitants du même monde. C'est un sujet commun de conjecture que de se demander quel plaisir les animaux les moins dotés par la nature peuvent avoir : on peut se poser la même question avec ces barbares » alors qu'un des leurs s'est adapté à la civilisation mais choisit pourtant de retourner à son ancien mode de vie primitif. Cela met à mal le point de vue de Cambridge voulant que l'humanité est la création la plus aboutie, immensément supérieure aux animaux.
Ils retournèrent aux îles Malouines le 16 mars, juste après qu'un soulèvement de gauchos et d'indiens y eut massacré des ressortissants britanniques, et ils aidèrent à calmer la révolte. Darwin reçut un message de Henslow lui disant que ses spécimens avaient bien atteint Cambridge, ainsi que ses fossiles trouvés en Amérique du Sud, qu'ils avaient été extrêmement appréciés par l’élite de la communauté scientifique britannique, et que Darwin avait désormais une solide réputation. Le Beagle navigua ensuite vers le Sud de la Patagonie et le 19 avril une expédition incluant FitzRoy et Darwin partit remonter le plus loin possible en bateau la rivière Río Santa Cruz dans la Province de Santa Cruz en Argentine, en partant de Puerto Santa Cruz, avec tous les membres de l'équipe se relayant pour traîner les bateaux vers l'amont. La rivière passait à travers une série d'élévations puis de plateaux formant de vastes plaines couvertes de coquillages et de galets, et Darwin discuta avec FitzRoy, donnant son interprétation pour expliquer ce phénomène : les terrasses actuelles étaient des anciens littoraux qui se seraient progressivement élevés, en accord avec les théories de Lyell. Ils approchèrent les Andes mais durent faire demi-tour.

### Côte ouest de l’Amérique du Sud

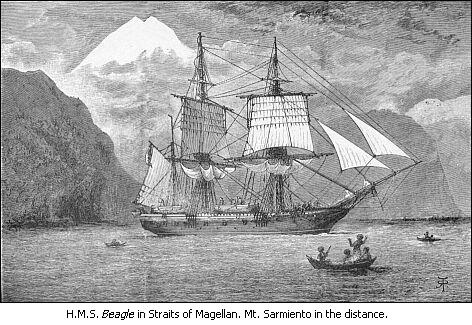
HMS Beagle dans le détroit de Magellan

Le Beagle et l'Adventure explorèrent ensuite le détroit de Magellan avant de naviguer vers le nord, longeant la côte ouest et atteignant l'île de Chiloé dans l'archipel de Chonos, humide et boisé, le 28 juin 1834. Puis, ils passèrent les 6 mois suivants à étudier la côte et les îles plus au sud. À Valparaíso, le 23 juillet 1834, Darwin acheta des chevaux et se rendit dans les Andes volcaniques. Mais lors de son voyage de retour il tomba malade et passa un mois alité. Il est possible qu'il ait contracté à ce moment la maladie de Chagas, responsable des symptômes qui l'accompagneront tout au long de sa vie, mais cette hypothèse reste discutée.
Il apprit que l'Amirauté avait réprimandé FitzRoy pour avoir acheté l'Adventure. FitzRoy réagit violemment, revendant le navire, puis il démissionna de son poste, doutant de ses capacités. Mais ses officiers le persuadèrent d'annuler sa démission. L'artiste Conrad Martens quitta le navire et partit vers l'Australie.
Après avoir attendu Darwin, le Beagle repartit le 11 novembre pour étudier l'archipel de Chonos. Ses occupants assistèrent à l'éruption du volcan Osorno dans les Andes. Puis, ils repartirent vers le nord et arrivèrent au port de Valdivia le 20 février 1835. Darwin était sur la côte lorsqu'il fit l'expérience d'un tremblement de terre, et il retourna au navire et constata que la ville avait été gravement endommagée. Trois cent vingt kilomètres au nord de Concepción, ils trouvèrent la ville dévastée par des chocs répétés et par un raz-de-marée, avec notamment la cathédrale en ruine. S'éloignant de ces images de mort et de destruction, Darwin nota que les rochers sur lesquels étaient fixés les moules se trouvaient désormais au-dessus du niveau de la mer à marée haute, avec des coquillages morts. Il retrouva des preuves lui permettant d'affirmer que le sol s'était élevé de 2,7 mètres, démontrant un des aspects du lent processus décrit par Lyell permettant au continent d'émerger de l'océan.
De retour à Valparaiso, Darwin organisa une autre expédition dans les Andes et le 21 mars il atteignit la ligne de partage des eaux à l'altitude de 4 000 mètres. Même à cet endroit il retrouva des fossiles de coquillages dans la roche. Après être allés à Mendoza, lui et ses compagnons firent demi-tour en prenant un autre chemin et ils trouvèrent une forêt pétrifiée d'arbres fossilisés, cristallisés dans un escarpement de grès, ce qui lui fit déduire que ces fossiles se trouvaient sur une plage du Pacifique lorsque la terre s'effondra, les enfouissant dans le sable qui se transforma en roche et qui s'éleva progressivement avec le continent jusqu'à une altitude de 2 100 mètres. En retournant vers Valparaiso avec une mule à moitié chargée de spécimens, il écrivit à son père pour lui décrire ses découvertes et lui dire que, si elles étaient acceptées, elles seraient cruciales pour la théorie de la formation de la Terre. Après une autre expédition épuisante dans les Andes pendant que le Beagle était en révision, il le rejoignit et partit pour Lima, mais y trouva une insurrection armée qui l'empêcha de descendre à terre. Il revoyait ses notes quand il réalisa que l'idée de Lyell, qui considérait que les atolls coralliens étaient les bords d'anciens volcans éteints qui se seraient élevés au niveau de la mer, semblait moins logique que celle considérant que les volcans se seraient enfoncés et auraient été progressivement engloutis, permettant au récif corallien autour de l'île de se former près du niveau de la mer et de devenir un atoll une fois le volcan disparu. C'est une théorie qu'il se promit d'examiner lorsqu'ils approcheraient de tels atolls.

### Les îles Galápagos
Une semaine après avoir quitté Lima, le Beagle atteignit les îles Galápagos le 15 septembre 1835. Sur l'île de Chatham, Darwin trouva un rocher de lave volcanique noire brûlant sous le soleil, avec des cratères lui rappelant les fonderies d'acier industrielles du Staffordshire. Il remarqua des maquis ne comportant que dix espèces de végétaux et très peu d'insectes. Les impressionnantes tortues géantes lui apparurent antédiluviennes, aussi pensa-t-il qu'elles avaient été introduites sur ces îles par des boucaniers pour leur servir de nourriture.
À la colonie de la prison de Charles Island on lui raconta que les tortues différaient selon les îles. Mais les différences n’étaient pas évidentes sur les îles qu'il visita, aussi ne prit-il pas la peine de collecter leurs carapaces.
Les iguanes marins lui semblèrent affreux ; à cause d'une erreur d'étiquetage au muséum, il pensa que ces créatures uniques n’étaient qu'une espèce provenant d'Amérique du Sud.
Les oiseaux n’étaient remarquablement pas craintifs vis-à-vis des humains, et ils étaient d'un genre unique, avec des ressemblances avec les espèces d'Amérique du Sud. Darwin nota que les moqueurs différaient selon les îles et il prit soin de bien étiqueter ses spécimens, mais il ne nota pas l’endroit où les autres espèces, comme les pinsons, avaient été trouvées. Heureusement, d'autres membres de l'équipage furent plus méthodiques dans leur étiquetage. Ils quittèrent les Galápagos le 20 octobre, après un séjour d'un peu plus d'un mois.

### De Tahiti à l’Australie
Le Beagle repartit, ses passagers mangeant quelques tortues des Galápagos capturées. Le 9 novembre, il atteignit les îles de la Société, que Darwin jugea tout d'abord inintéressantes avec leurs plages de sable blanc et leurs palmiers. À Tahiti, il s'intéressa à la végétation luxuriante et aux indigènes, intelligents et agréables, qui lui montrèrent les bénéfices de leur conversion au christianisme, réfutant les allégations qu'il avait lues sur les missionnaires tyranniques détruisant la culture indigène.
Le 19 décembre, le Beagle atteignit la Nouvelle-Zélande où Darwin trouva que les Māori tatoués étaient des sauvages avec un caractère bien plus primitif que les Tahitiens, et il nota que leurs maisons sont « répugnantes de saleté et choquantes ». Il vit les missionnaires apporter des améliorations dans le caractère des indigènes, ainsi que de nouvelles pratiques d'agriculture avec une ferme anglaise exemplaire employant des natifs. Richard Matthews fut laissé sur place avec son frère aîné Joseph Matthews, qui était missionnaire à Kaitaia. Darwin et FitzRoy s'accordèrent à dire que ces missionnaires avaient été injustement décrits dans des tracts tels que celui écrit par l'artiste Augustus Earle, qui avait quitté le navire. Darwin remarqua également la présence de nombreux résidents anglais dépourvus de valeur, comme des condamnés en fuite venant de la Nouvelle-Galles du Sud. Le 30 décembre il fut heureux de quitter la Nouvelle-Zélande.
Sa première vision de l'Australie, le 12 janvier 1836, lui rappela la Patagonie. Mais une fois à terre, le paysage s'améliora et il fut bientôt rempli d'admiration devant la ville de Sydney. Lors d'une expédition dans les terres, il croisa un groupe d'aborigènes amicaux qui lui firent une démonstration du lancer de lance pour un shilling, contrastant avec leur description habituelle de « créatures dépravées », et il remarqua tristement que leur nombre décroissait rapidement. Près d'une grande ferme de mouton il se joignit à une partie de chasse et captura son premier marsupial, un rat-kangourou de la famille des Potoroidae, qui lui fit penser qu'un non-croyant pourrait s'exclamer “deux créateurs bien distincts ont sûrement œuvré”. » Puis, on lui montra l'encore plus étrange ornithorynque, et il fut surpris de constater que sa tête était douce, contrairement à celle des spécimens conservés, et d'apprendre que de nombreux colons pensaient qu'il pondait des œufs comme un reptile, sujet de polémique en Grande-Bretagne.
Toujours en Australie, le Beagle visita Hobart, en Terre de Van Diémen, puis se dirigea vers King George Sound au sud-ouest de l'Australie, où vivait une petite communauté désolée qui sera remplacée par la colonie de Swan River. C'est là que Darwin fut spectateur d'une danse aborigène qu'il décrivit comme une « scène barbare grossière » où « tous bougent dans une hideuse harmonie », même s'il apprécia ces aborigènes « de plaisante humeur » et « pleins d'entrain ». Le départ du Beagle fut reporté à cause d'une tempête qui le fit s'échouer. Après sa remise à flot, il repartit.

### Retour vers Keeling Island
À l’arrivée sur les îles Cocos dans l'océan Indien le 1er avril, Darwin et ses compagnons découvrirent une économie basée sur la noix de coco. Ils explorèrent les lagons coralliens ; les sondages de Fitzroy révèlent un profil des atolls compatible avec la théorie sur les atolls que Darwin avait développée à Lima. Une fois encore, Darwin fut victime du mal de mer lors du voyage vers l'île Maurice, où il fut impressionné par la civilisation développée par la colonie française et où il fit un tour de l'île, en partie à dos d'éléphant.
Le Beagle atteint le cap de Bonne-Espérance le 31 mai 1936. Au Cap Darwin  il reçut des lettres de sa sœur lui annonçant que dix de ses lettres sur la géologie de l'Amérique du Sud avaient été éditées par Henslow pour une distribution privée, établissant ainsi sa réputation de naturaliste. Après une semaine, Darwin et Fitzroy rendirent visite au célèbre astronome Sir John Herschel qui faisait des observations et qui portait également un vif intérêt à la géologie, correspondant avec Lyell sur la formation des continents et sur le mystère de l'arrivée de nouvelles formes de vie. Dans la ville du Cap, Fitzroy fut sollicité pour écrire un article dans le South African Christian Recorder. Après avoir repris la mer le 18 juin, Fitzroy écrivit une lettre ouverte sur l'état moral de Tahiti comprenant des extraits du journal de Darwin et défendant la réputation des missionnaires. Cette lettre fut donnée à un navire de passage qui la ramena au Cap et qui deviendra le premier travail publié de Fitzroy et de Darwin.
Entre juin et août, Darwin écrivit dans ses Notes ornithologiques sur l'oiseau moqueur du Chili Mimus thenca que :
« Les spécimens des îles de Chatham & Albemarle s'avèrent être identiques ; mais les deux autres sont différents. Sur chaque île vit une espèce, de façon exclusive : le mode de vie de toutes les espèces est identique. Lorsque je me remémore le fait que, à partir de la forme du corps, des écailles et de la taille, les Espagnols peuvent déterminer de quelle île provient une tortue. Lorsque je vois ces îles proches les unes des autres, et possédant un faible nombre d'animaux, occupées par ces oiseaux légèrement différents au niveau de leur anatomie mais occupant la même place dans la nature, je suspecte qu'ils ne sont que des espèces. Le seul cas de genre similaire que je connaisse est la différence constante entre les Loups des Falkland des îles East & West Falkland. S'il y a ne serait-ce qu'une mince base véritable à ces remarques, la zoologie de l'archipel serait intéressante à examiner, car ce fait ébranlerait la notion de la stabilité des espèces. »
On peut noter que le conditionnel a été utilisé de façon prudente par Darwin dans la phrase qui est réputée comme étant la première dans laquelle il exprime ses doutes sur l'immuabilité des espèces, ce qui le conduisit à être convaincu de la transformation des espèces et ainsi par la notion de l'évolution. Si ses doutes sur le loup des Falkland n'ont pas été confirmés, les différences chez les tortues des Galápagos selon les différentes îles ont été rappelées, et à son retour John Gould informa Darwin que les oiseaux moqueurs des Galápagos n'étaient pas seulement divisés en variétés, mais étaient des espèces bien distinctes. L'idée que les variétés soient des espèces naissantes a été fondamentale pour le développement de la théorie de l'évolution de Darwin,.
Le 8 juillet, le Beagle s’arrêta sur l'île de Sainte-Hélène pour 6 jours. Darwin remarqua la présence majoritaire de plantes d'origine anglaise. Il observa à l'altitude de 600 m des fossiles de coquillages, ce qui aurait pu indiquer que Sainte-Hélène se serait surélevée du niveau de la mer ; mais il prouva le contraire en identifiant ces fossiles comme appartenant à une ancienne espèce éteinte de coquillages terrestres.
Le Beagle atteignit l'île de l'Ascension le 19 juillet, et Darwin en aperçut les cônes de scories rouges depuis le large de l'océan. Le 23 juillet, il repartit, la plupart des membres d'équipage espérant retourner bientôt au pays. Mais FitzRoy voulait s'assurer de l'exactitude de la longitude de l’île et le navire traversa l'Atlantique jusqu'à Bahia au Brésil pour vérifier les mesures. Darwin profita de cette occasion pour revisiter la jungle pendant 5 jours. Le départ fut reporté de 11 jours lorsque le mauvais temps força le Beagle à trouver refuge le long de la côte. Finalement le Beagle quitta les côtes de l'Amérique du Sud le 17 août. Après une escale aux îles Açores pour un ravitaillement, il atteignit l'Angleterre à Falmouth en Cornouailles le 2 octobre 1836.

## Retour

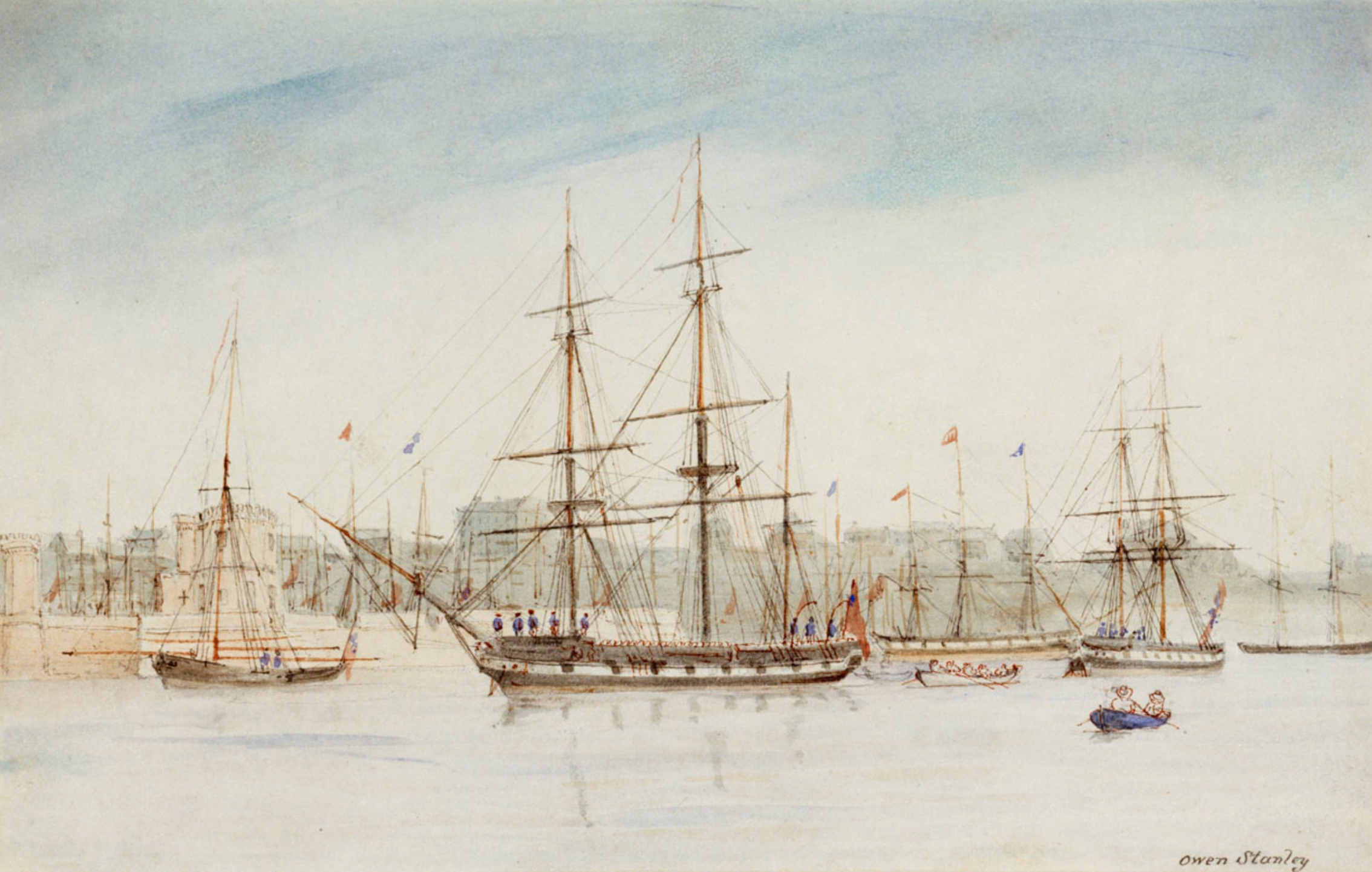
En 1837 le explora l'Australie, aquarelle de 1841 par Owen Stanley.

À son retour, Darwin s'empressa de rentrer chez lui et arriva de nuit le 4 octobre 1836 à la maison familiale, la « maison Mount » à Shrewsbury dans le Shropshire. Il se serait mis au lit aussitôt et n'aurait salué sa famille que le lendemain matin au petit déjeuner. Après 10 jours passés à profiter de sa famille, il se rendit à Cambridge et demanda à Henslow des conseils sur l'organisation qu'il devait adopter pour décrire et cataloguer ses collections.
Son père lui donna une somme d'argent qui lui permit de se consacrer à ses collections et ses écrits, et il commença un tour des différentes institutions de Londres, en tant que célébrité scientifique à la réputation établie par sa collection de fossiles et les publications de Henslow de ses lettres sur la géologie de l'Amérique du Sud. À cette période, âgé de 27 ans, il fit partie de l'« Establishment scientifique », collaborant avec des experts naturalistes afin de décrire ses spécimens et travaillant sur les idées qu'il avait pu développer lors de son voyage. Charles Lyell lui envoya des remarques enthousiastes. En décembre 1836, Darwin fit un discours à la Cambridge Philosophical Society. Il écrivit un article sur le fait que le Chili et le continent de l'Amérique du Sud dans son ensemble, s'élevaient progressivement au-dessus du niveau de la mer, et il le présenta à la Société géologique de Londres le 4 janvier 1837.
Syms Covington resta avec Darwin en tant que serviteur jusqu'au mariage de ce dernier en janvier 1837, puis il émigra en Australie.

## Source
- (en) Cet article est partiellement ou en totalité issu de l’article de Wikipédia en anglais intitulé « Second voyage of HMS Beagle » (voir la liste des auteurs).

### Sources et bibliographie
- Janet E. Browne, 1995, « Charles Darwin: vol. 1 Voyaging », Jonathan Cape, Londres,  (ISBN 1-84413-314-1)
- Charles Darwin, 1845, « Journal of Researches (The Voyage of the Beagle »), 2e édition, John Murray, Londres
- Charles Darwin, 2001, Keynes, Richard Darwin, « Charles Darwin's Beagle Diary », Cambridge, 2001,
- Adrian Desmond, James Moore (biographe) « Darwin », Michael Joseph, the Penguin Group, 1991, Londres,  (ISBN 0-7181-3430-3)
- Niles Eldredge, 2006, « Confessions of a Darwinist », The Virginia Quarterly Review, Spring 2006, p. 32-53
- Richard Keynes (ed.), 2000, « Charles Darwin's zoology notes & specimen lists from H.M.S. Beagle », Cambridge University Press, chap. June – August 1836
- Charles Darwin, Journal de bord (Diary) du Beagle, trad. Marie-Thérèse Blanchon et Christiane Bernard sous la direction de P. Tort, coord. par M. Prum. Précédé de Patrick Tort, avec la collaboration de Claude Rouquette, « Un voilier nommé Désir ». Paris, Champion Classiques, 2012.